# Panama op de Olympische Zomerspelen 1996
Panama nam deel aan de Olympische Zomerspelen 1996 in Atlanta, Verenigde Staten. 

## Deelnemers en resultaten

### Atletiek
| Olympiër   | Discipline      | Resultaat | Prestatie             |
| ---------- | --------------- | --------- | --------------------- |
| Curt Young | 110m horden (m) | DNS       | serie 4: niet gestart |
| Curt Young | 400m horden (m) | 51e       | serie 5: 7de in 55,20 |

### Gewichtheffen
| Olympiër      | Discipline | Resultaat | Prestatie                                                          |
| ------------- | ---------- | --------- | ------------------------------------------------------------------ |
| Alexi Batista | -64kg (m)  | 27e       | trekken: 23ste met 122,5kg stoten: 28ste met 150kg totaal: 272,5kg |

### Kanovaren
| Olympiër     | Discipline | Resultaat | Prestatie                                       |
| Slalom       | Slalom     | Slalom    | Slalom                                          |
| ------------ | ---------- | --------- | ----------------------------------------------- |
| Scott Muller | K-1 (m)    | 44e       | run 1: 40ste met 242,24 run 2: 42ste met 242,89 |

### Schietsport
| Olympiër        | Discipline           | Resultaat | Prestatie                                        |
| --------------- | -------------------- | --------- | ------------------------------------------------ |
| Jenny Schuverer | 10m luchtpistool (v) | 41e       | kwalificatie: 41ste met 354 punten (88-87-87-92) |

### Worstelen
| Olympiër    | Discipline  | Resultaat   | Prestatie                                                               |
| Vrije stijl | Vrije stijl | Vrije stijl | Vrije stijl                                                             |
| ----------- | ----------- | ----------- | ----------------------------------------------------------------------- |
| Alfredo Far | -130kg (m)  | 16e         | 1ste ronde: V van CHN Feng: 0-4 herkansingen: V van KGZ Kovalevsky: 0-4 |

### Zwemmen
| Olympiër               | Discipline           | Resultaat | Prestatie                |
| ---------------------- | -------------------- | --------- | ------------------------ |
| José Isaza             | 100m vrije slag (m)  | 43e       | serie 3: 4de in 51,86    |
| José Isaza             | 200m vrije slag (m)  | 32e       | serie 2: 1ste in 1.54,58 |
| José Isaza             | 100m vlinderslag (m) | 55e       | serie 2: 6de in 57,62    |
|                        |                      |           |                          |
| Eileen Marie Coparropa | 50m vrije slag (v)   | 33e       | serie 3: 2de in 26,67    |

Afghanistan · Albanië · Algerije · Amerikaanse Maagdeneilanden · Amerikaans-Samoa · Andorra · Angola · Antigua‑Barbuda · Argentinië · Armenië · Aruba · Australië · Azerbeidzjan · Bahama's · Bahrein · Bangladesh · Barbados · België · Belize · Benin · Bermuda · Bhutan · Bolivia · Bosnië en Herzegovina · Botswana · Brazilië · Britse Maagdeneilanden · Brunei · Bulgarije · Burkina Faso · Burundi · Cambodja · Canada · Centraal-Afrikaanse Republiek · Chili · China · Chinees Taipei · Colombia · Comoren · Congo-Brazzaville · Cookeilanden · Costa Rica · Cuba · Cyprus · Denemarken · Djibouti · Dominica · Dominicaanse Republiek · Duitsland · Ecuador · Egypte · El Salvador · Equatoriaal-Guinea · Estland · Ethiopië · Fiji · Filipijnen · Finland · Frankrijk · Gabon · Gambia · Georgië · Ghana · Grenada · Griekenland · Groot-Brittannië · Guam · Guatemala · Guinee · Guinee-Bissau · Guyana · Haïti · Honduras · Hongarije · Hongkong · Ierland · IJsland · India · Indonesië · Irak · Iran · Israël · Italië · Ivoorkust · Jamaica · Japan · Jemen · Joegoslavië · Jordanië · Kaaimaneilanden · Kaapverdië · Kameroen · Kazachstan · Kenia · Kirgizië · Koeweit · Kroatië · Laos · Lesotho · Letland · Libanon · Liberia · Libië · Liechtenstein · Litouwen · Luxemburg ·  Macedonië · Madagaskar · Malawi · Malediven · Maleisië · Mali · Malta · Marokko · Mauritanië · Mauritius · Mexico · Moldavië · Monaco · Mongolië · Mozambique · Myanmar · Namibië · Nauru · Nederland · Nederlandse Antillen · Nepal · Nicaragua · Nieuw-Zeeland · Niger · Nigeria · Noord-Korea · Noorwegen · Oeganda · Oekraïne · Oezbekistan · Oman · Oostenrijk · Pakistan · Palestina · Panama · Papoea-Nieuw-Guinea · Paraguay · Peru · Polen · Portugal · Puerto Rico · Qatar · Roemenië · Rusland · Rwanda · Saint Kitts en Nevis · Saint Lucia · Saint Vincent en Grenadines · Salomonseilanden · Samoa · San Marino · Sao Tomé en Principe · Saoedi-Arabië · Senegal · Seychellen · Sierra Leone · Singapore · Slovenië · Slowakije · Soedan · Somalië · Spanje · Sri Lanka · Suriname · Swaziland · Syrië · Tadzjikistan · Tanzania · Thailand · Togo · Tonga · Trinidad en Tobago · Tsjaad · Tsjechië · Tunesië · Turkije · Turkmenistan · Uruguay · Vanuatu · Venezuela · Verenigde Arabische Emiraten · Verenigde Staten · Vietnam · Wit-Rusland · Zaïre · Zambia · Zimbabwe · Zuid-Afrika · Zuid-Korea · Zweden · Zwitserland